# ۲۰۰۱: ادیسه فضایی
۲۰۰۱: ادیسهٔ فضایی نام رمانی در گونهٔ علمی-تخیلی است که در سال ۱۹۶۸ میلادی به قلم آرتور سی. کلارک منتشر شد. با همکاری استنلی کوبریک، فیلمی اقتباس شده از این کتاب ساخته شد.
ایدهٔ ابتدایی این رمان برگرفته از داستان کوتاه سی. کلارک به نام «نگهبان» است.
این اثر در ایران چندین بار ترجمه و چاپ شده است. اولین بار تحت نام راز کیهان که نام پرده‌ای فیلم اقتباس شده از آن در ایران بود، به چاپ رسید.

## داستان
تمدنی بیگانه و رازآلود، از ابزاری به‌شکل تک‌سنگ بلوری عظیم برای بررسی جهان‌ها در سراسر کهکشان استفاده می‌کند، و در صورت امکان، به رشد حیات هوشمند کمک می‌کند. در این رمان، یکی از این تک‌سنگ‌ها در آفریقای پیشاتاریخی، سه میلیون سال پیش ظاهر می‌شود و الهام‌بخش گروهی از نیاانسان‌ها می‌شود که از گرسنگی رنج می‌برند تا ابزارهایی بسازند. آن‌ها با این ابزارها حیوانات را می‌کشند و گوشت می‌خورند و از گرسنگی نجات می‌یابند. سپس، با همان ابزار، یک پلنگ را که به آن‌ها حمله می‌کرد، می‌کشند. روز بعد، شخصیت اصلی میمون‌ها، «ماه‌نگر»، با استفاده از چماق، رهبر قبیلهٔ رقیب را می‌کشد.
در سال ۱۹۹۹ میلادی، دکتر هی‌وود فلوید به پایگاه کلاویوس در ماه سفر می‌کند، جایی که دانشمندی به او توضیح می‌دهد در نزدیکی دهانهٔ تیکو، اختلال الکترومغناطیسی‌ای با عنوان ناهنجاری مغناطیسی تیکو-۱ (TMA-1) کشف شده است. حفاری‌ها صفحه‌ای بزرگ و سیاه‌رنگ را آشکار کرده‌اند که به‌طور دقیق با نسبت ۱:۴:۹ (یا به‌عبارت دیگر، ۱²:۲²:۳²) ساخته شده و بنابراین، احتمال می‌دهند که ساختهٔ موجودات هوشمند باشد. هنگامی که فلوید و دیگران از این تک‌سنگ بازدید می‌کنند و برای نخستین بار پس از کشف آن، نور خورشید بر آن می‌تابد، تک‌سنگ سیگنالی رادیویی با صدایی تیز و نافذ ساطع می‌کند که دانشمندان تشخیص می‌دهند مقصد آن یاپتوس، یکی از قمرهای زحل است.
یک مأموریت به‌نام دیسکاوری یک به‌سوی یاپتوس فرستاده می‌شود. در طول مسیر، دکتر دیوید بومن و دکتر فرانک پول تنها انسان‌های بیدار در سفینه هستند؛ سه خدمهٔ دیگر در خواب تعلیقی به‌سر می‌برند تا نزدیک سیارۀ مشتری بیدار شوند. رایانهٔ هوشمند سفینه، به‌نام هال ۹۰۰۰ که با نام «هال» خطاب می‌شود، کنترل عملیات را برعهده دارد. مراحل اولیهٔ مأموریت مطابق برنامه پیش می‌رود.
درحالی‌که پول پیامی ویدیویی از خانواده‌اش دریافت می‌کند، هال به بومن هشدار می‌دهد که واحد ارتباطی AE-35 سفینه در شُرف خرابی است. پول با یکی از کپسول‌های بیرون از سفینه خارج می‌شود و واحد AE-35 را تعویض می‌کند. اما وقتی بومن آزمایش‌هایی روی قطعهٔ معیوب انجام می‌دهد، درمی‌یابد که هیچ مشکلی در آن وجود نداشته است. بومن و پول نسبت به تشخیص هَل مشکوک می‌شوند.
وقتی پول برای جایگزینی واحد AE-35 می‌رود، کپسولش با سرعت به‌سمتش می‌آید و او را له می‌کند و می‌کشد. بومن، که مطمئن نیست آیا هال مسئول این حادثه است یا نه، تصمیم می‌گیرد سه فضانورد دیگر را بیدار کند. اما هال از فرمان او سرپیچی می‌کند. بومن او را تهدید می‌کند که اگر فرمانش اجرا نشود، او را قطع خواهد کرد، و هال تسلیم می‌شود. اما زمانی که بومن بیدارسازی را آغاز می‌کند، متوجه می‌شود هال درهای سفینه را به فضا باز کرده و هوای داخلی را بیرون فرستاده است. بومن از پناهگاه اضطراری، لباس فضایی برمی‌دارد و به سفینه بازمی‌گردد. سپس، آگاهی هال را خاموش می‌کند، اما عملکردهای خودکارش را حفظ می‌کند و به‌صورت دستی ارتباط با زمین را برقرار می‌سازد. او متوجه می‌شود که مأموریت اصلی‌اش، بررسی یاپتوس و تلاش برای تماس با تمدنی است که تک‌سنگ ماه را جای‌گذاری کرده است. همچنین درمی‌یابد که هال از پنهان کردن هدف مأموریت از او و پول دچار تضاد درونی شده، زیرا وظیفه‌اش گردآوری و گزارش کامل اطلاعات بود. وقتی تهدید به قطع اتصال شد، دچار هراس شد و در واکنشی دفاعی، اقدام به حفظ «وجود» خود کرد، چراکه مفهومی از خواب نداشت.
بومن ماه‌ها به‌تنهایی در مسیر به‌سوی یاپتوس حرکت می‌کند. در حین نزدیک شدن، نقطه‌ای سیاه‌رنگ روی سطح یاپتوس می‌بیند و سپس کشف می‌کند که شکل آن کاملاً شبیه TMA-1، اما بسیار بزرگ‌تر است. دانشمندان زمین آن را «TMA-2» می‌نامند، اما بومن اشاره می‌کند که این نامگذاری اشتباه است، زیرا نه در دهانهٔ تیکو قرار دارد و نه دارای ناهنجاری مغناطیسی است. وقتی بومن به تک‌سنگ تک‌پارچه نزدیک می‌شود، آن باز می‌شود و کپسول فضایی او را در خود می‌کشد. پیش از آن‌که ناپدید شود، مرکز کنترل مأموریت صدای او را می‌شنود که فریاد می‌زند: «درونش خالیه – تا بی‌نهایت ادامه داره – و… خدایا! – پر از ستاره‌ست!»
بومن از طریق این تک‌سنگ به منظومه‌ای ناشناخته منتقل می‌شود، از درون ایستگاهی میان‌ستاره‌ای می‌گذرد، و سفینه‌های گونه‌های دیگر را می‌بیند که در مسیرهای دیگر حرکت می‌کنند. او مناظری گوناگون از ویرانه‌های تمدن‌های کهن تا گونه‌های زیستی بر سطح سیاره‌ای در سامانهٔ ستاره‌ای دوتایی را تماشا می‌کند. سپس، به اتاقی مانند سوئیت هتل منتقل می‌شود که برای راحتی ذهنی او طراحی شده و به خواب می‌رود. در این حالت، او به موجودی جاودانه به‌نام «کودک ستاره‌ای» تبدیل می‌شود که می‌تواند در فضا زندگی و حرکت کند. کودک ستاره‌ای سپس به زمین بازمی‌گردد، جایی که یک بمب اتمی به‌سوی او پرتاب می‌شود، اما بی‌اثر است. سپس در اندیشهٔ آن است که در آینده چه کاری خواهد کرد.

## دنباله‌ها
پس از موفقیت و محبوبیت این کتاب، سی. کلارک در سال‌های بعد سه دنباله بر آن نوشت:
- ۲۰۱۰: ادیسه دو
- ۲۰۶۱: ادیسه سه
- ۳۰۰۱: ادیسه نهایی